# ادمیلسون (بازیکن فوتبال، زاده ۱۹۷۷)
ادمیلسون (انگلیسی: Edmílson؛ زادهٔ ۹ دسامبر ۱۹۷۷) بازیکن فوتبال اهل برزیل است.
از باشگاه‌هایی که در آن بازی کرده‌است می‌توان به باشگاه فوتبال پالمیراس و باشگاه فوتبال سنترو اسپورتیوو آلاگوانو اشاره کرد.